# Forrester Harvey
Forrester Harvey (* 27. Juni 1884 in Cork; † 14. Dezember 1945 in Laguna Beach, Kalifornien) war ein irischer Schauspieler.

## Leben und Karriere
In Irland geboren, arbeitete Harvey die meiste Zeit seiner Schauspielkarriere in Großbritannien und den Vereinigten Staaten. Nach einiger Theatererfahrung drehte er im Jahr 1922 seinen ersten Film, bis zu seinem Todesjahr sollten rund 115 weitere Filme für den Charakterdarsteller folgen, von denen einige heute als Klassiker gelten. Er erhielt für rund zwei Drittel seiner Rollen einen Credit im Filmabspann. Nachdem er zunächst ausschließlich in England als Filmschauspieler gearbeitet hatte, wechselte er Anfang der 1930er-Jahre nach Hollywood, wo sich als vielbeschäftigter Nebendarsteller etablierte. Er spielte vor allem in Hollywood-Filmen, die England, Schottland oder Irland als Handlungsort hatten. Der stämmige, kleine Schauspieler mit dem Schnauzbart sprach dabei häufig mit Cockney-Akzent und verkörperte meistens etwas komische Durchschnittstypen, die mal unterwürfig, mal kampflustig auftreten konnten.
Seine vielleicht bekannteste Rolle spielte Harvey als Beamish in den ersten zwei Tarzan-Filmen mit Johnny Weissmüller. Er übernahm  ebenfalls Rollen in mehreren Universal-Horrorfilmen, so trat er neben Claude Rains in den Horrorfilmen Der Unsichtbare (1933) und Der Wolfsmensch (1941) auf. Für Alfred Hitchcock hatte er bereits 1927 im britischen Stummfilm Der Weltmeister gespielt, dreizehn Jahre später wurde er erneut von Hitchcocks in dessen erstem Hollywoodfilm Rebecca als Kneipenwirt eingesetzt. Wirte wie in Rebecca oder Der Unsichtbare spielte er besonders oft. Eine weitere bekannte Rolle hatte er als Butler von Stan Laurel in der Komödie  In Oxford (1940). Fälschlicherweise identifizierten zahlreiche Quellen Forrester Harvey für einige Zeit mit der Rolle des Vaters des Mädchens Maria in Frankenstein.
Forrester Harvey verstarb 1945 im Alter von 61 Jahren in Laguna Beach. Wenige Wochen vor seinem Tod hatte er eine Bar in Hollywood verklagt, in der er von einem Barhocker gefallen, sich schwere Verletzungen zugezogen hatte und deshalb 75 Wochen von der Schauspielerei pausieren musste.

## Filmografie (Auswahl)
- 1922: The Lilac Sunbonnet
- 1926: Nell Gwyn
- 1927: Der Weltmeister (The Ring)
- 1928: Der weiße Scheik (The White Sheik)
- 1928: Moulin Rouge
- 1931: Guilty Hands
- 1932: Shanghai-Express
- 1932: Teufelsflieger (Sky Devils)
- 1932: Tarzan, der Affenmensch (Tarzan the Ape Man)
- 1932: Liebesleid (Smilin’ Through)
- 1932: Kongo
- 1932: Dschungel im Sturm (Red Dust)
- 1933: Destination Unknown
- 1933: Lady für einen Tag (Lady for a Day)
- 1933: Der Unsichtbare (The Invisible Man)
- 1934: Man of Two Worlds
- 1934: Ein Unbekannter mordet (The Mystery of Mr. X)
- 1934: Tarzans Vergeltung (Tarzan and His Mate)
- 1934: Des Sträflings Lösegeld (Great Expectations)
- 1934: Der bunte Schleier (The Painted Veil)
- 1934: Broadway Bill
- 1934: Heirate nie beim ersten Mal (Forsaking All Others)
- 1935: Das Mädchen, das den Lord nicht wollte (The Gilded Lily)
- 1935: The Mystery of Edwin Drood
- 1935: Abenteuer im Gelben Meer (China Seas)
- 1935: Erpresser (Without Regret)
- 1935: Flucht aus Paris (A Tale of Two Cities)
- 1935: Unter Piratenflagge (Captain Blood)
- 1935: Fräulein Wirbelwind (Vagabond Lady)
- 1936: Liebe vor dem Frühstück (Love Before Breakfast)
- 1936: Um den Krügerdiamanten (The Return of Sophie Lang)
- 1936: Suzy
- 1936: Signale nach London (Lloyd’s of London)
- 1937: Der Mann mit dem Kuckuck (Personal Property)
- 1937: Der Prinz und der Bettelknabe (The Prince and the Pauper)
- 1937: Schiffbruch der Seelen (Souls at Sea)
- 1937: Bulldog Drummond – Die Rache der schwarzen Witwe (Bulldog Drummond Comes Back)
- 1938: Bulldog Drummond: Der künstliche Diamant (Bulldog Drummond’s Peril)
- 1938: Entführt (Kidnapped)
- 1938: Bulldog Drummond – Abenteuer in Afrika (Bulldog Drummond in Africa)
- 1938: Mr. Moto und der Kronleuchter (Mysterious Mr. Moto)
- 1938: Scotland Yard erlässt Haftbefehl (Arrest Bulldog Drummond)
- 1938: A Christmas Carol
- 1938: Sweethearts
- 1939: Scotland Yard blamiert sich (Bulldog Drummond’s Secret Police)
- 1939: Laßt uns leben (Let Us Live)
- 1939: Der große Betrug (The Lady’s from Kentucky)
- 1939: Günstling einer Königin (The Private Lives of Elizabeth and Essex)
- 1939: Raffles
- 1940: Der Unsichtbare kehrt zurück (The Invisible Man Returns)
- 1940: Laurel und Hardy: In Oxford (A Chump at Oxford)
- 1940: Rebecca
- 1940: Tom Brown’s School Days
- 1940: Little Nellie Kelly
- 1941: Hier ist John Doe (Meet John Doe)
- 1941: Scotland Yard
- 1941: Arzt und Dämon (Dr. Jekyll and Mr. Hyde)
- 1941: Mercy Island
- 1941: Der Wolfsmensch (The Wolf Man)
- 1942: This Above All
- 1942: Mrs. Miniver
- 1942: Gefundene Jahre (Random Harvest)
- 1943: The Mysterious Doctor
- 1944: Scotland Yard greift ein (The Lodger)
- 1944: None But the Lonely Heart
- 1945: The Man in Half Moon Street
- 1945: Jagd im Nebel (Confidential Agent)
- 1946: Das Vermächtnis (The Green Years)
- 1946: Devotion [1943 gedreht]